# Birlingham
Birlingham est une localité anglaise située dans le comté du Worcestershire.